# 沐川永濟橋
永濟橋位於四川省樂山市沐川縣，文物遺址年代判定為清代。2007年6月1日公佈為四川省第七批文物保護單位。